# Halelakya, Chikmagalur
Halelakya là một làng thuộc tehsil Chikmagalur, huyện Chikmagalur, bang Karnataka, Ấn Độ.